# Grote muisspecht
De grote muisspecht (Xiphocolaptes major) is een zangvogel uit de familie Furnariidae (ovenvogels).

## Verspreiding en leefgebied
Deze soort komt voor in het zuidelijke deel van centraal Zuid-Amerika en telt vier ondersoorten:
- X. m. remoratus: zuidwestelijk Brazilië.
- X. m. castaneus: noordelijk-centraal en oostelijk Bolivia, zuidelijk Brazilië en noordwestelijk Argentinië.
- X. m. estebani: noordwestelijk Argentinië.
- X. m. major: Paraguay en noordelijk Argentinië.

## Status
De grootte van de populatie is niet gekwantificeerd maar de soort wordt omschreven als schaars. Op de Rode lijst van de IUCN heeft deze soort de status niet bedreigd.